# الإنجاد في أبواب الجهاد
الإنْجاد في أبواب الجهاد هو كتاب في فقه الجهاد من تأليف أبي عبد الله محمد بن عيسى بن محمد بن أصبغ بن المناصف الأزدي القرطبي (ت. نحو 620 هـ)، أحد فقهاء المالكية في الأندلس. يُعد الكتاب من أوائل ما أُفرد في أحكام الجهاد في الفقه المالكي.

## محتوى الكتاب
يتناول الكتاب الجهاد وأبوابه، وتفصيل فرائضه وسننه، وذكر جمل من آدابه ولواحق أحكامه، استظهارا على ما يخصه من ذلك فيما وليه وأخلص فيه عمله، وسباقا لإحراز الأجرين والجمع بين الحسنيين. من خلال عرض:
- أنواعه وشروطه وأهدافه.
- أحكام الغنائم والفيء والأسرى.
- تنظيم العلاقة مع غير المسلمين (أهل الذمة والمعاهدين).
- قضايا الفتنة والتمرد والحدود بين الجهاد والقتال الداخلي.

وقد اعتمد ابن المناصف على أدلة الكتاب والسنة وآثار الصحابة، مع مناقشة أقوال المالكية، وعرض خلاف المذاهب الأخرى.

## أبواب الكتاب
يقسم ابن المناصف الكتاب إلى عشرة أبواب:
- الباب الأول: في حد الجهاد ووجوبه، وتفصيل أحكامه: من فرض على الأعيان، وعلى الكفاية، ونفل، وصفة من يجب ذلك عليه، وهل تجب الهجرة؟
- الباب الثاني في فضل الجهاد والرباط والنفقة في سبيل الله، وما جاء في طلب الشهادة، وأجر الشهداء
- الباب الثالث في شرط صحة الجهاد وما يحق فيه من طاعة الإمام، ومياسرة الرفقاء، وما جاء في آداب الحرب، والأمر بالدعوة قبل القتال
- الباب الرابع: في وجوب الثبوت والصبر عند اللقاء، وحكم المبارزة، وما يحرم من الإنهزام، وهل يباح الفرار إذا كثر عدد الكفار؟
- الباب الخامس: فيما يجب، وما يجوز أو يحرم من النكاية في العدو، والنيل منهم، ومعرفة أحكام الأسرى والتصرف فيهم.
- الباب السادس: في الأمان وحكمه، وما يلزم من الوفاء به، والفرق بينه وبين مواقع الخديعة في الحرب، وهل تجوز المهادنة والصلح؟
- الباب السابع في الغنائم وأحكامها، ووجه القسم، ومن يستحق الإسهام، وبم يستحق، وسهمان الخيل، وما جاء في الغلول
- الباب الثامن في النفل والسلب، وأحكام الفيء والخمس، ووجوه مصارفهما، وتفصيل أحكام الأموال المستولى عليها من الكفار
- الباب التاسع في الجزية، وشرط قبولها، وممن يحق أن تقبل من أصناف الكفر، ومقاديرها، وما لأهلها وعليهم
- الباب العاشر: في المرتدين والمحاربين، وقتال أهل البغي، وتفصيل أحكامهم، وذكر ما يتعلق بجناياتهم، ويلزم من عقوباتهم.